# Santa Monica State Beach
La Santa Monica State Beach est une plage de Santa Monica, dans le comté de Los Angeles, en Californie, dans le sud-ouest des États-Unis. Baignée par la baie de Santa Monica, elle s'étend de part et d'autre de la jetée de Santa Monica. Elle doit accueillir les épreuves de beach-volley aux Jeux olympiques d'été de 2028.